# Sophie Mannerheim

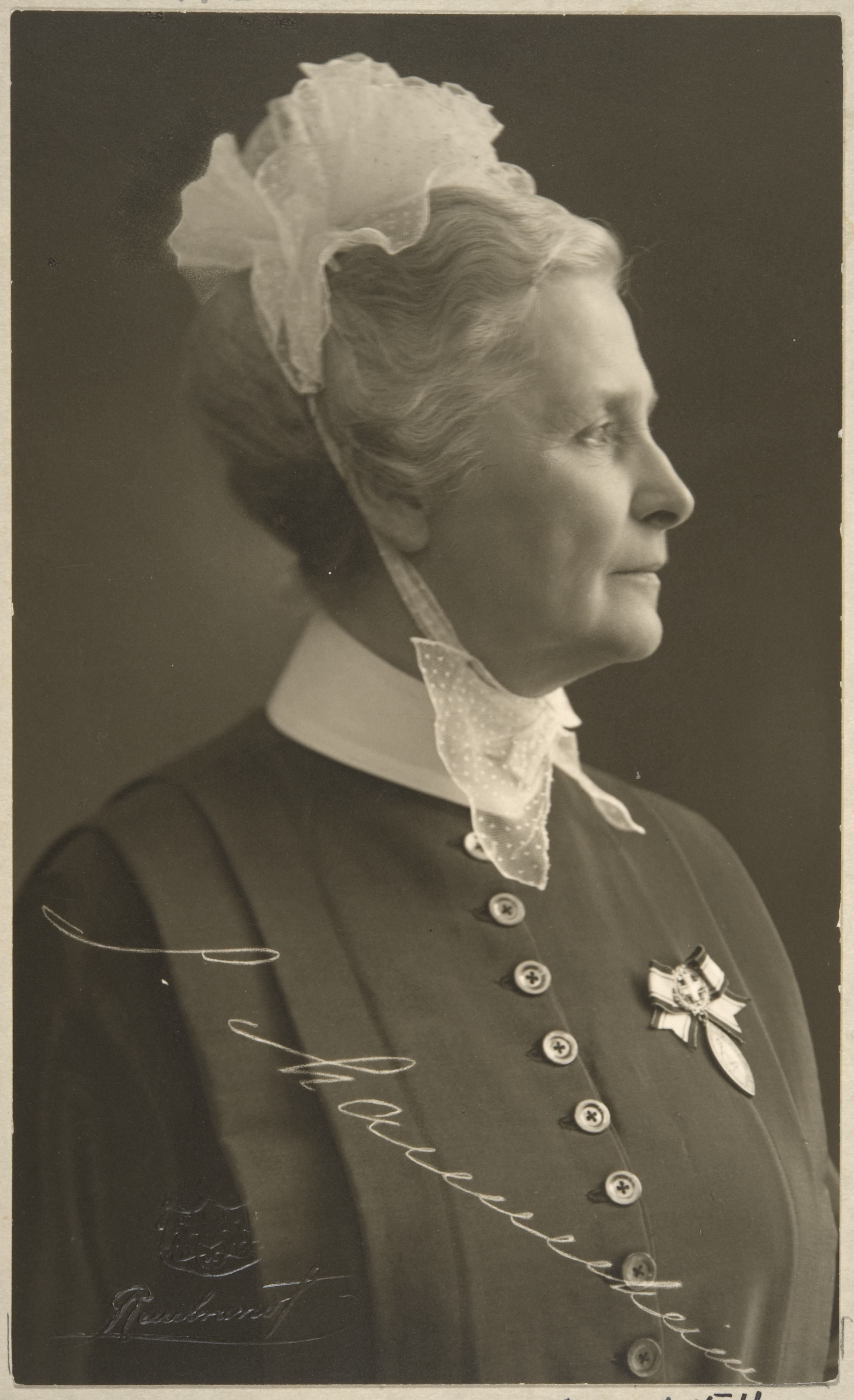
Sophie Mannerheim.

Eva Charlotta Lovisa Sofia (Sophie) Mannerheim (* 21. Dezember 1863 in Askainen; † 9. Januar 1928 in Helsinki) war eine finnische Gräfin und Krankenschwester. Sie war Präsidentin des International Council of Nurses
Sophie Mannerheim war eine Tochter von Graf Carl Robert Mannerheim (1835–1914) und dessen erster Ehefrau Hélène von Julin (1842–1881). Sophie Mannerheim hatte sechs jüngere Geschwister und war unter anderem Schwester von Carl Gustaf Emil Mannerheim und Eva Mannerheim-Sparre.
Sophie Mannerheim arbeitete sechs Jahre im Bankwesen, bevor sie 1896 den Kammerherrn Hjalmar Linder (1862–1921) heiratete, von dem sie sich jedoch schon drei Jahre später wieder trennte. Sie ging dann an die von Florence Nightingale gegründete Nightingale School of Nursing in London, wo sie 1902 ihr Examen ablegte. Im September 1904 wurde Sophie Mannerheim Oberschwester am Chirurgischen Krankenhaus in Helsinki. Von 1905 bis 1926 war sie Vorsitzende der Krankenschwesternvereinigung Finnlands. Von 1922 bis 1925 war sie auch Präsidentin des International Council of Nurses und folgte in dieser Position der Dänin Henny Tscherning. Mit dem finnischen Kinderarzt Arvo Ylppö gründete sie in Helsinki ein Krankenhaus und das Mannerheim-Kinderhilfswerk (Mannerheimin Lastensuojeluliitto).
Zu den Verdiensten Mannerheims gehörte die Anhebung der einjährigen Krankenpflegeausbildung auf eine dreijährige Ausbildung mit Einsatz der Auszubildenden in allen relevanten Fachabteilungen und mittels moderner Lehrbücher. Ebenso richtete sie eine Pflegevorschule ein. Auch war Mannerheim 1908 beteiligt an der Herausgabe des Epione, der Monatszeitschrift der Krankenschwesternvereinigung Finnlands. Als Vorsitzende dieser Vereinigung kämpfte sie erfolgreich für einen Fonds zur Finanzierung von Erholungsmöglichkeiten für erkrankte Schwestern sowie für den Bau von Wohnmöglichkeiten für Schwestern, die nicht mehr arbeitsfähig waren. Mannerheim wurde zudem aktiv in der Nordic Nurses Federation und führte hier die Arbeit von Henny Tscherning weiter.
Sophie Mannerheim gab dem ICN-Kongress 1925 in Helsinki das Motto „Frieden“ („peace“). Sich im Kontext des ICN für den Weltfrieden einzusetzen, spielte in Mannerheims Denken, ähnlich wie bei der ICN-Sekretärin Lavinia Dock, eine große Rolle.

## Auszeichnungen
- Im Jahr 2013 gab Finnland zu Ehren von Sophie Mannerheim eine 10-€-Gedenkmünze heraus.
- In Töölö, einem Stadtteil von Helsinki, ist eine Pflegeschule nach Sophie Mannerheim benannt.[3]
- Im Jahr 1925 erhielt Madame la Baronne Sophie Mannerfeld die Florence-Nightingale-Medaille[4]

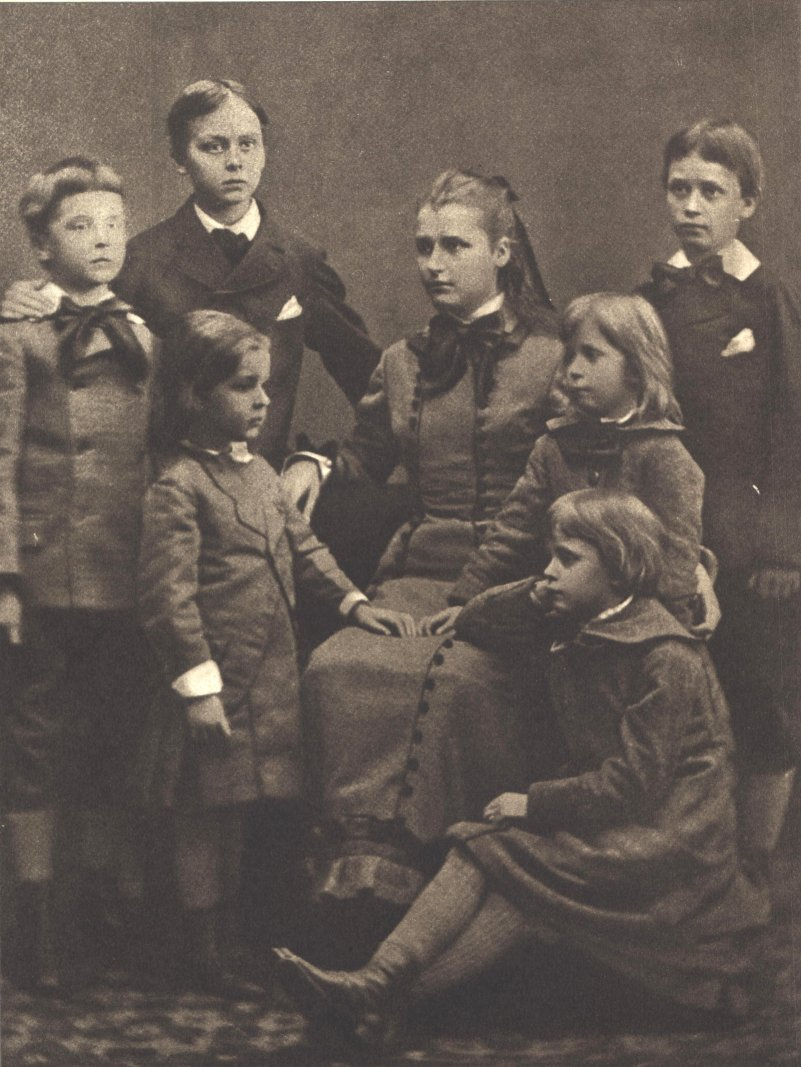
Die Geschwister Mannerheim (ca. 1880), in der Mitte sitzend: Sophie
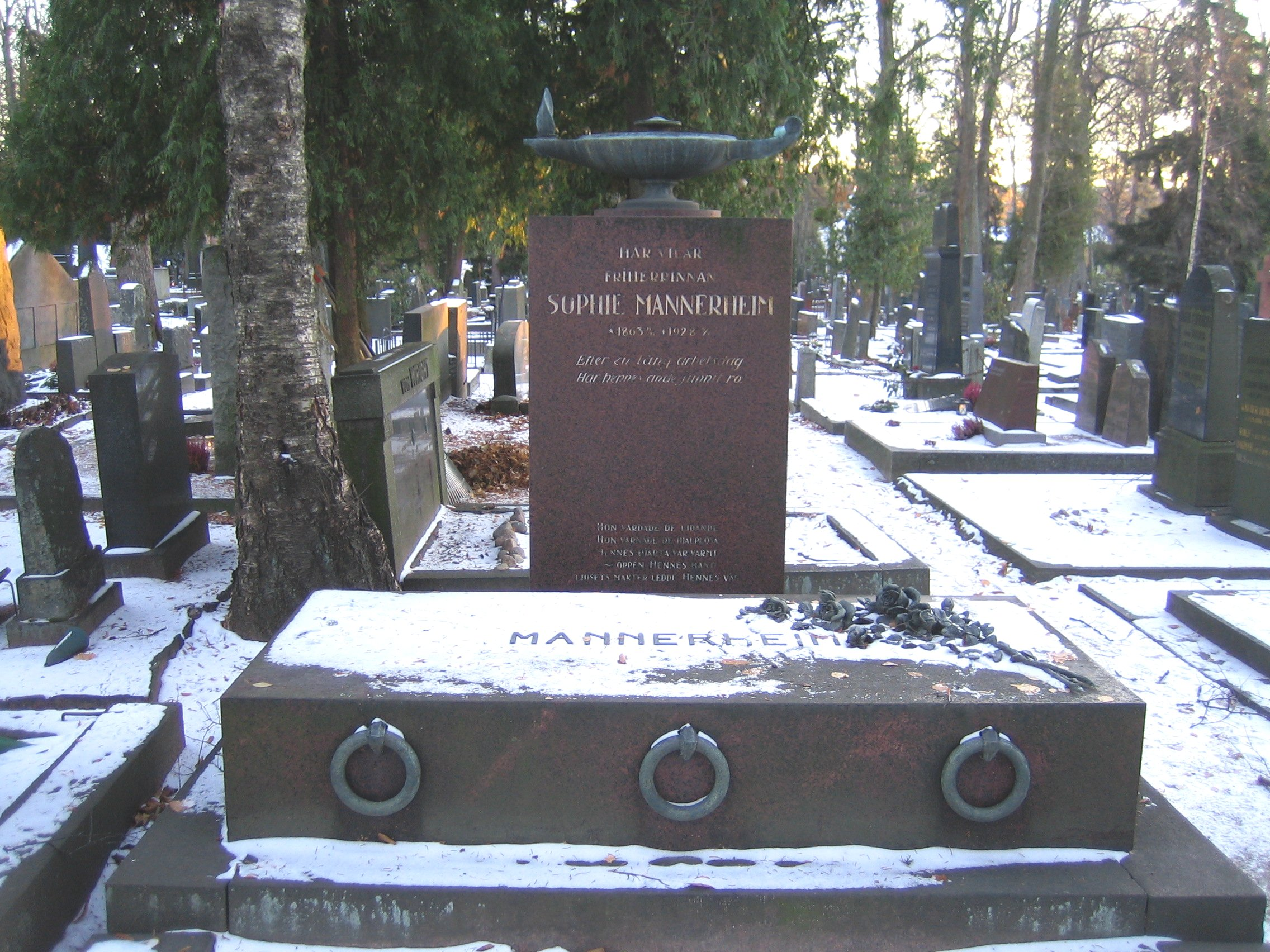
Grab von Sophie Mannerheim auf dem Friedhof Hietaniemi in Helsinki

## Schriften
- Ur en sjuksköterskas värld. Helsinki 1920
- Väinö: ett livsöde. Stockholm 1926